# Kap Thordsen
Kap Thordsen är ett näs i Isfjorden på Spetsbergen i Svalbard. Näset avslutar den breda halvön Dickson Land och delar Isfjorden i de två huvudfjordarna Nordfjorden i väster och Billefjorden i öster. Kusten vid näset är eroderad och brant. Innanför kusten finns ett platt och brett platåområde som benämns Siklarhallet under berget Saurieberget (659 meter) mot Billefjorden. I väster kommer Sauriedalen ut från Frostisen-glaciären i norr, och rakt i nordväst mot Nordfjorden ligger Tsjermakfjellet (422 meter) samt längre norrut Kongressfjellet (605 meter). 
Kap Thordsen ligger inom Nordre Isfjorden nationalpark.

## Historik

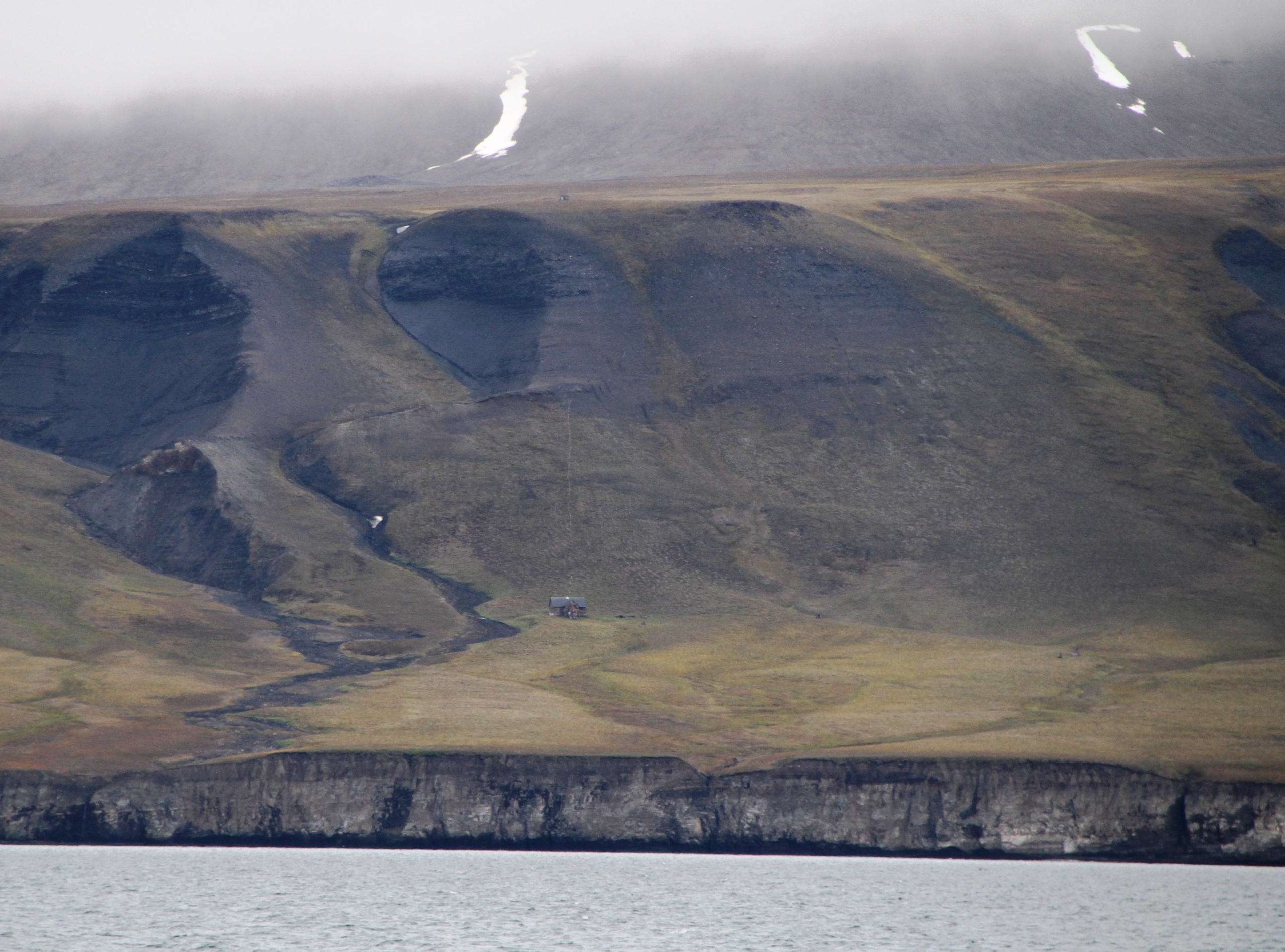
Foto av stranden på nordvästra Siklarhallet med Svenskhuset mitt i bilden, med utsiktsposten rakt ovanför.

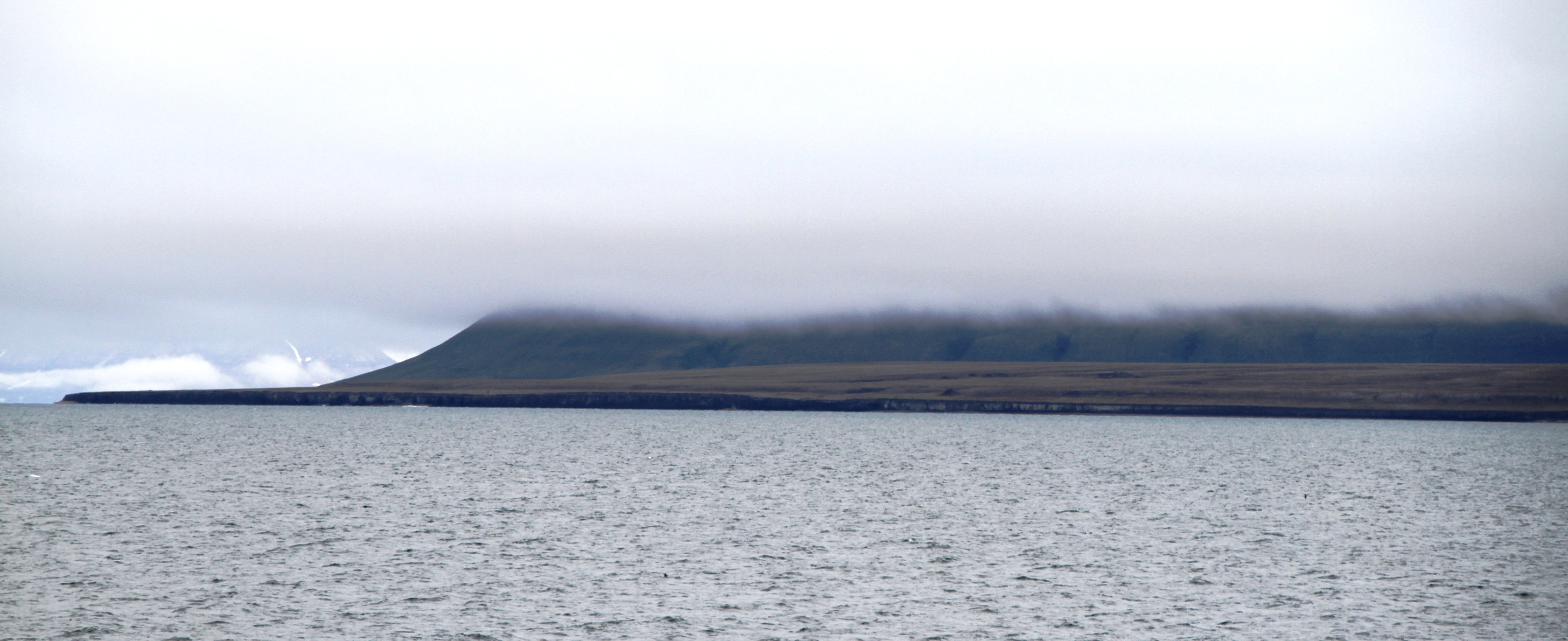
Kap Thordsen sedd från Billefjorden i sydöst.

Det står en pomor-rysk fångsmannabyggnad ytterst på näset samt en intakt pomor-rysk fångstinrättning. I nordväst vid utloppet av den mäktiga Saurieälven ligger Hagahytta, en annan norsk fångstmannabostad som var understation under den norska fångstperioden i mellankrigstiden.
Svenska Spetsbergenexpeditionen 1864 under Adolf Erik Nordenskiöld undersökte Isfjordens geologi vid Kap Thordsen. Också Norska Nordhavsexpedition 1876–1878 gjorde systematiska utforskningar av området under ledning av Georg Ossian Sars och Henrik Mohn, med den unga assistenten Fridtjof Nansen från Bergens Museum ombord.
Nordenskiöld lät 1868 bygga Svenskhuset för AB Isfjorden på nordöstra Siklarhallet innanför Kap Thordsen, ett stort tvåvåningshus. Han döpte Kap Thordsen efter sitt expeditionsfartyg från 1864 Axel Thordsen.